# Jean de Farabel
 (août 2025).
 (août 2025).
Jean de Farabel (latin : Johan Pharabel dominus dou Pui), mort entre 1252 et 1277, est un noble du comté de Tripoli originaire du royaume de France.
Il épouse Marie Sans-Avoir, fille du connétable du comté de Tripoli Hugues Sans-Avoir, seigneur du Puy. Après la mort de celui-ci, il devient à son tour seigneur du Puy de jure uxoris.
De ce mariage sont nés six enfants :
- Guillaume de Farabel, connétable du comté de Tripoli, qui succède à ses parents comme seigneur du Puy ;
- Thomas de Farabel, mort jeune ;
- Guy de Farabel, mort jeune ;
- Echive de Farabel ;
- Mathilde de Farabel ;
- Anne de Farabe.